# 선원로
선원로(Seonwon-ro)는 대구광역시 달서구 신당동 문화대네거리 에서 용산동 용산네거리 를 잇는 대구광역시의 도로이다.

## 주요 경유지
대구광역시
- 달서구 (신당동 . 용산동)

## 노선
| 이름                  | 접속 노선                      | 소재지 | 소재지 | 비고 |
| --------------------- | ------------------------------ | ------ | ------ | ---- |
| 문화대네거리          | 달서대로                       | 달서구 | 신당동 |      |
| 불미골네거리          | 대구광역시도 제27호선 (성서로) | 달서구 | 용산동 |      |
| 선원공원삼거리        | 성서동로                       | 달서구 | 용산동 |      |
| 성서보성아파트 교차로 |                                | 달서구 | 용산동 |      |
| 용산지하차도          |                                | 달서구 | 용산동 |      |
| 평리로와 직결         |                                |        |        |      |

## 주요 건물 및 시설
- 한국방송통신대학교 대구경북지역대학 (선원로 21/신당동 1660-2)
- 이마트24 성서방통대점 (선원로 30/신당동 1743)
- GS25 대구외고점 (선원로 55/신당동 1677-9)
- 대구신당우체국 (선원로 58/신당동 1749)
- 신당동행정복지센터 (선원로 60/신당동 1749-1)
- 신당지구대 (선원로 62/신당동 1749-2)
- 현대자동차 성서공단대리점 (선원로 63/신당동 1695-17)
- CU 신당조광점 (선원로 67/신당동 1695-14)
- CU 성서선원대로점 (선원로 99/이곡동 1187-11)
- 성서국민체육센터 (선원로 133/이곡동 1325)
- CU 이곡장미공원점 (선원로 199/이곡동 1356-12)
- 성서고등학교 (선원로 221/용산동 501-1)
- 이마트24 성서보성타운점 (선원로 241/용산동 501-2)
- CU 대구용산점 (선원로 262/용산동 499-1)
- SK텔레콤 대구가야대리점 용산점 (선원로 264/용산동 499-2)
- GS25 성서용산점 (선원로 275/용산동 595-6)
- 타이어프로 성서점 (선원로 280/용산동 498-1)